# جورجو فازاري
جورجو فازاري (Giorgio Vasari) (أريتسو، 30 يوليو 1511 - فلورنسا، 27 يونيو 1574)، رسام إيطالي ومهندس معماري معروف بكتاباته الشهيرة لسيرة الفنانين الإيطاليين.
بناء على توصية من ابن عمه signorelli أصبح تلميذ لماركوني " marsiglia" الرسام في أنواع من الزجاج في سن مبكرة، في سن 16 سنة أرسله الكاردينال سيلفيو باسيريني للدراسة في فلورنسا، في دئرة «اندريا ديل سارتو» وكان من بين التلاميذ روسو فيورونتينو وجاكوب بونتورمو. لم يتم تجاهل تعليمه الإنساني، والتقى بمايكل انجلو، الذي اثر أسلوبه في لوحات فاساري
في 1529 زار روما ودرس أعمال رافائيل وغيرهم الرومانية العالية النهضة. لوحاته الخاصة أثارت كثير من الإعجاب في حياته من بعد ذلك. كان دائما يعمل عند آل ميديشي وأكبر العائلات في فلورنسا وروما، وعمل في نابولي، اريتسو وأماكن أخرى. العديد من رسومه لا تزال قائمة وأهمها الجدار والسقف لوحات كبيرة في أكبر القاعات في Palazzo Vecchio في فلورنسا، حيث يبدأ تاريخ هذه الأعمال منذ 1555، وتكتمل النماذج الجصيه له داخل افران ضخمة للفان بييترو، حيث يكملها Federico zuccari بمساعدة جوفاني بلدوشي. كما ساعد في تنظيم الزخرفيه للstudiolo
(بعض رسوم جورجو فازاري لا بأس به، ويدخل في مرتبة ما يمكن تسميته القسم الثاني من اللوحات الإيطالية في القرن السادس عشر.
إلا أنه يُثبت اهميته بصورة أفضل بكونه أول رجل كتب بجدية سيراً مفصلة لفنانّي عصر النهضة. وقد عمل أيضاً باشراف مايكل أنجلو - وما أفضل هذا التدريب. وفي سنة 1550 م وضع جورجو فازاري كتابه الشهير (حياة الفنانين) كما سمِّى اختصاراً، وقد تضمّن سير كل فنان إيطالي رئيسي تقريباً من تشيمابو إلى مايكل أنجلو، مع نقد لأعمالهم الفنية).

## روابط خارجية
- جورجو فازاري على موقع الموسوعة البريطانية (الإنجليزية)
- جورجو فازاري على موقع ميوزك برينز (الإنجليزية)
- جورجو فازاري على موقع إن إن دي بي (الإنجليزية)